# Rede Manchete
A Rede Manchete (também conhecida como TV Manchete ou Manchete) foi uma rede de televisão comercial brasileira com sede no Rio de Janeiro fundada em 5 de junho de 1983 pelo empresário e jornalista Adolpho Bloch. Integrante do Grupo Bloch, a rede foi idealizada com uma proposta sofisticada, voltada ao público de classe alta e montada com os mais avançados equipamentos da época. Seu nome foi inspirado na revista homônima publicada pelo grupo.
Durante sua trajetória, a programação da Rede Manchete teve como destaques o jornalismo, a cobertura de grandes eventos — como Copas do Mundo, Jogos Olímpicos e o Carnaval carioca — e produções de teledramaturgia. Em 1990 alcançou um marco ao exibir Pantanal, primeira novela fora da TV Globo a liderar o horário nobre desde os anos 1970. A rede também foi pioneira na exibição de animes e tokusatsus, popularizando esses gêneros no Brasil.
Apesar dos sucessos artísticos, a Rede Manchete enfrentou recorrentes crises financeiras, agravadas por altos custos operacionais e má gestão. Nos anos 1990, com a morte de Bloch e o avanço da crise econômica, a rede viu sua audiência cair, perdeu afiliadas e reduziu drasticamente sua produção. Greves, demissões em massa e atrasos salariais marcaram o período final de sua existência.
Em 1999, após negociações frustradas e o arrendamento temporário à Igreja Renascer em Cristo, o Grupo Bloch vendeu as concessões da Rede Manchete ao grupo TeleTV, liderado por Amilcare Dallevo e Marcelo de Carvalho. A rede deixou de ser identificada com o nome Manchete em 17 de maio de 1999 e deu lugar à RedeTV!, que estreou em novembro do mesmo ano. Uma decisão judicial posterior isentou a nova rede de assumir as dívidas herdadas da antecessora.

## História

### Antecedentes
No final dos anos 1970, o empresário Adolpho Bloch se interessou pela televisão, o único meio de comunicação onde ainda não atuava. Até então, já tinha algumas emissoras de rádio no Rio de Janeiro. Bloch havia designado um grupo de diretores e funcionários da Bloch Editores para cuidar do projeto da TV Manchete. O empresário conta em seu depoimento: "Quando aqui cheguei [de volta ao Brasil após viagem aos Estados Unidos, em 1981], encontrei o projeto da televisão bastante adiantado. Eu não estava a par de quase nada. Era grato ao presidente Figueiredo, que nos concedeu os cinco canais depois da necessária licitação pública". Bloch ainda contou que investir em televisão não estava entre suas prioridades: "Pessoalmente, eu preferiria continuar investindo na editora, visitando exposições de gráficas, de livros, revistas e, com o tempo, concretizando o projeto de fabricar latas de alumínio, uma novidade no mercado brasileiro. [...] Relutei comigo mesmo e custou-me a ideia da televisão. Mas quando aderi, e seguindo o meu temperamento, foi para valer". Em junho de 1981, após vencer a licitação do governo para as concessões que originaram a Rede Manchete, Bloch afirmou que pretendia fazer televisão "para intelectuais, mas sem muita complicação".

### Concessão
Em 23 de julho de 1980, o governo federal anunciou a abertura da concorrência para duas novas redes de televisão, que surgiram das concessões das extintas Rede Tupi, TV Excelsior e TV Continental. Em 25 de março de 1981, o governo anunciou os vencedores da licitação. O presidente João Figueiredo concedeu as concessões aos grupos de Silvio Santos e Adolpho Bloch, respectivamente, nos decretos nº 85.841 e nº 85.842. Das nove emissoras cedidas, quatro ficaram com o Grupo Silvio Santos e as outras cinco com o Grupo Bloch, que correspondiam aos canais 6 do Rio de Janeiro (antiga TV Tupi Rio de Janeiro), 9 de São Paulo (antiga TV Excelsior), 4 de Belo Horizonte (antiga TV Itacolomi), 2 de Fortaleza (antiga TV Ceará) e 6 do Recife (antiga TV Rádio Clube). Em 19 de agosto de 1981, os empresários assinaram os contratos definitivos das concessões. O SBT foi lançado pelo Grupo Silvio Santos nesta data, enquanto o Grupo Bloch decidiu adiar o lançamento para poder preparar o projeto da nova rede, investindo 50 milhões de dólares em instalações, equipamentos e enlatados e contratando 800 profissionais. O sobrinho de Adolpho Bloch, Pedro Jack Kapeller seguiu para os Estados Unidos e Japão, trazendo os equipamentos mais modernos.
Bloch teria sido escolhido porque a revista Manchete elogiava o governo e porque seu sobrinho, Oscar Siegelman, era amigo do general Otávio Medeiros, do Serviço Nacional de Informações. Mas quase não a ganhou por causa da maneira como a revista cobria o carnaval: "Assim eu não vou dar a televisão para vocês", disse Figueiredo a Oscar Siegelman. "Eu estive vendo a Manchete, é uma vergonha. Só dá bicha e mulher pelada e vocês vão colocar isso na televisão". O presidente mudou de opinião depois que o jornalista Alexandre Garcia, seu ex-assessor de imprensa, disse que seria o diretor do Departamento de Jornalismo da emissora e não permitiria que cenas consideradas impróprias fossem ao ar. Em 20 de março de 1981, o Sindicato dos Radialistas do Estado de São Paulo divulgou uma nota oficial lamentando a decisão do Ministério das Comunicações em ceder duas concessões aos grupos de Adolpho Bloch e Silvio Santos, afirmando-se "de luto" e considerando que "foram ganhadoras as duas piores propostas, pois o Sr. Adolpho Bloch já fala numa rede para exibir filmes enquanto o Sr Sílvio Santos está preocupado com o seu Baú da Felicidade para a venda de carnês". Em relação a Adolpho Bloch, o sindicato se referiu ao empresário como "proprietário de uma não muito promissora editora de revistas".
Em janeiro de 1982, a nova rede já tinha encomendado cerca de 35 milhões de dólares em equipamentos (americanos, japoneses e ingleses), mais da metade do orçamento total estimado em 50 milhões. Todas as instalações físicas da emissora estavam prontas à espera dos equipamentos. Enquanto isso, o arquiteto Oscar Niemeyer trabalhava no projeto do centro de produção nacional que funcionaria num terreno de 100 mil m² na Barra da Tijuca (e que anos depois, foi erguido no bairro de Irajá). A previsão, até então, era que a Manchete entraria no ar entre setembro e novembro de 1982. Em relação à futura programação, era dito que seria dirigida a "um público inteligente que assiste ou não à televisão ("classe A e B") e que, com certeza, estará voltada para temas brasileiros, dentro de um padrão que mais se aproxima do europeu. Mais sério, menos apelativo e menos eletrônico". A direção explicou: "Em televisão tudo é muito veloz. O que se planeja muda muito rápido. Quem sabe se até lá a TVS não será a campeã de audiência?", adiantando que a "Rede Manchete de Televisão será alegre, extrovertida, jovial, mas também séria e o menos eletrônica possível". Novamente, a estreia foi adiada para março de 1983: "A gente não tem pressa: o Adolpho Bloch quer fazer tudo direito, como manda o figurino. Sem dúvida vai ser a TV mais moderna do mundo porque, além dos equipamentos ultrassofisticados, vai ser a primeira rede que já começa com tudo pronto", afirmava Rubens Furtado, diretor-geral. Finalmente, em maio de 1983, foi anunciado que em 15 dias, em 5 de junho, às 19h, a Manchete iria iniciar suas transmissões em quatro estados: Rio de Janeiro, São Paulo, Minas Gerais e Rio Grande do Sul, onde estava a sua primeira afiliada, a TV Pampa de Porto Alegre. A expectativa em torno da inauguração foi crescendo desde a primeira transmissão experimental da emissora às 15h27 do dia 13 de maio, uma sexta-feira.

### Inauguração
Como previsto, a Rede Manchete foi ao ar às 19h do dia 5 de junho de 1983, um domingo. Foi colocada no ar uma contagem regressiva futurística de 8 segundos para um informe da Petrobras anunciando o lubrificante Lubrax e dando boas-vindas à nova emissora brasileira. Seguiu-se um discurso no ar de Adolpho Bloch na redação de jornalismo da emissora, primeiramente sem som, devido a um problema técnico. Um slide com o logotipo da emissora entrou no ar e a fita foi então rebobinada para o início, transcorrendo normalmente a partir de então, com a contagem, o comercial e o discurso de Bloch, que declarou:
Meus amigos, hoje é um dia importante para a Família Manchete. Como você sabe, a nossa riqueza é o trabalho e o otimismo. Para nós, a televisão foi um desafio. Estamos felizes em continuar contribuindo para a construção de um Brasil grande. O presidente João Figueiredo confiou em nossa imprensa. Para nós, a televisão representa responsabilidade. Estamos produzindo uma programação de alto nível. É um dever mencionar o pioneiro Assis Chateaubriand, um homem de grande visão. Apresento minhas saudações à TV Educativa, à TV Cultura, à TV Bandeirantes, à TV Gazeta, à TV Silvio Santos (referindo-se à TVS), à TV Record, às Emissoras Independentes e à TV Globo de Televisão. Meus agradecimentos ao Dr. Roberto Marinho. Nossa amizade já passa de meio século. Deixo com vocês, meus amigos, a Rede Manchete de Televisão. Ela está no ar.
Em seguida, foi ao ar uma vinheta onde uma nave espacial, representada pelo seu logotipo, criado pela agência de publicidade DPZ, sobrevoava as principais cidades brasileiras e aterrissava no alto da sua sede, o Edifício Manchete, projetado pelo arquiteto Oscar Niemeyer, no bairro da Glória, no Rio de Janeiro, vinheta essa que ficou no ar do primeiro ao último dia da sua existência. Após um intervalo comercial, foi apresentado um breve discurso do então presidente João Figueiredo, onde ele declarou: "Adolpho Bloch tem mais anos de Brasil que a maioria de nós". Teve início então um show especial de três horas de duração, denominado O Mundo Mágico, dirigido por Nelson Pereira dos Santos, contando com a participação de diversos conjuntos musicais e artistas, dentre elas, o grupo musical Roupa Nova, a banda Blitz, Milton Nascimento, Paulinho da Viola, Ney Matogrosso, Dona Ivone Lara, Watusi, Zizi Possi, Arthur Moreira Lima, Alceu Valença e Elba Ramalho, além de apresentações de dança, como o balé com Fernando Bujones e Ana Botafogo e tango com o casal Cláudio Tovar e Lucinha Lins. As três horas de quadros musicais foram entremeados de pequenos depoimentos e algumas breves reportagens sobre o império Bloch. A atração atrapalhou a audiência da TV Globo, principalmente no Rio de Janeiro. Enquanto o Fantástico alcançou 35 pontos, a Manchete chegou perto, com 33. Depois do show, foi ao ar o filme Contatos Imediatos do Terceiro Grau, de Steven Spielberg, até então inédito na televisão brasileira. A Manchete gastou 800 mil dólares para adquirir os direitos de exibição do longa-metragem, que foi dividido em 15 partes e durou três horas e 20 minutos, vencendo a Globo por 27 a 12 na capital carioca. A Globo saiu vencedora absoluta nos outros horários, mas perdeu, com a entrada da Manchete, na faixa das 19h às 22h, cerca de 18 pontos (1 milhão de pessoas) não só durante Os Trapalhões como ainda durante o Fantástico. Antes mesmo do horário previsto para a estreia, muitos telespectadores já ligavam seus televisores na Manchete. Por isso, às 18h30 de domingo, um público de 425 mil cariocas (7,3%) esperavam o lançamento da emissora.
Várias marcas patrocinaram o show de inauguração, como a Petrobras, Shell, Atlantic, Nestlé, Omo, Gigante Branco, Philips, Walita, Maggi, Gillette, General Motors, Supergasbras, Gradiente, Ariola, Consul, Minerva, Odyssey, Ponto Frio, Brastemp, Sul América, Souza Cruz, Volkswagen, Johnson & Johnson e Doriana. Segundo funcionários, a publicidade vendida na programação da estreia alcançou a cifra de 900 milhões de cruzeiros. O número não foi divulgado oficialmente mas um dos diretores da emissora, Moisés Weltman, declarou que esta quantia representa o maior volume de vendas já registrado em um só dia por uma rede de televisão no Brasil. A inauguração oficial da Manchete foi saudada com recepção para 300 convidados no 10.º andar do edifício da Bloch Editores, entre os quais, estavam o governador do Rio de Janeiro Leonel Brizola, o presidente do Banco Central do Brasil, Carlos Geraldo Langoni, o ex-diretor da Cacex, Benedito Moreira, a diretora presidente do Jornal do Brasil, condessa Maurina Pereira Carneiro, o cientista Albert Sabin, entre outros. A imprensa também destacou a inauguração com elogios. O Jornal do Brasil declarou: "A TV Manchete iniciou ontem seus trabalhos sob o signo da inovação. Pela primeira vez na história da TV mundial, uma emissora se lança no ar abrindo a sua programação com um anúncio. Só depois é que deu boa-noite".
Foi adotado como primeiro slogan Televisão de Primeira Classe, o que reforçava a ideia da emissora de ter uma programação de alto nível, com documentários, jornalismo e programas de entrevistas. À Folha de S.Paulo, Rubens Furtado explicou: "A TVS se dirige ao público C e D; a Bandeirantes não tem público definido, enquanto a Globo pretende ser eclética. Pesquisas nos mostraram a insatisfação dos segmentos A e B com a programação que lhes é oferecida atualmente. Então, decidimos optar por esse público. Além disso, os Bloch têm a tradição de ter, em sua empresa, iniciativas de alto nível". Os concorrentes, porém, não acreditavam na proposta da emissora, como destacou à Folha de S.Paulo o então vice-presidente do SBT, Luciano Callegari: "Quando entramos, também imaginamos um segundo lugar. Ninguém entra para perder. Porém, acho que se a Manchete quiser sobreviver, a curto prazo terá de optar por uma programação semelhante à nossa e a da Globo, procurando classes mais populares. Como já ficou provado, aqueles que optaram por públicos mais sofisticados tiveram problemas graves, como a Bandeirantes, por exemplo".

### 1983
No dia seguinte, abrindo a sua programação regular, a emissora exibia desenhos animados a partir de 17h, num espaço que passaria a ser ocupado uma semana depois, em 14 de junho, pelo infantil Clube da Criança, revelando a apresentadora, modelo e manequim Xuxa Meneghel, e exibindo gincanas com crianças e desenhos animados da Hanna-Barbera, como Família Drácula e Goldie Gold. Houve naquela época, uma grande polêmica sobre a apresentadora, que posou nua em várias revistas masculinas, como uma da própria empresa, a Ele e Ela, a última poucos meses antes de estrear como apresentadora infantil.
As 19h, sob a direção de Zevi Ghivelder, ia ao ar a primeira edição do Jornal da Manchete, na época o noticiário mais longo da televisão brasileira, com uma hora e meia de duração, tendo à frente Carlos Bianchini e Íris Lettieri, além da participação de Cláudia Ribeiro, Roberto Maya, Luis Santoro, Paulo Stein e Murilo Melo Filho, que aprofundavam as pautas debatidas ao longo do telejornal, como política, economia, artes e esportes. Nos primeiros meses de operação, séries estrangeiras e filmes complementavam a programação do horário nobre a partir de 20h30, além de atrações como Conexão Internacional, com apresentação de Roberto D'Ávila e direção de Walter Salles, Conexão Nacional com Roberto Feith, Bar Academia com Walmor Chagas, Um Toque de Classe, com grandes nomes da música erudita nacional, comandado pelo pianista Artur Moreira Lima, Persona e Concertos de Ópera.
Poucas semanas depois da inauguração, no mesmo mês, o cantor e repórter do Conexão Internacional, Caetano Veloso, provocaria polêmica ao entrevistar o vocalista da banda Rolling Stones, Mick Jagger. Além de Veloso demonstrar falta de preparo no inglês, foi insultado por Jagger. No dia 25 de junho, o jornalista Paulo Francis publicou na Ilustrada, caderno cultural da Folha de S.Paulo, um texto intitulado "Caetano, pajé doce e maltrapilho", que embora elogiasse Veloso por ser melhor do que Jagger, criticou a roupa usada por ele "de Pajé contra pajé tudo com autoridade imediatamente consagrada pela imprensa, que é mais deslumbrada do que o público (…) É evidente, por exemplo, que Mick Jagger zombou várias vezes de Caetano na entrevista na TV Manchete". Continuou a crítica a Veloso: "O pior momento foi aquele em que Caetano disse que Jagger era tolerante e Jagger disse que era tolerante com latino-americanos (sic), uma humilhação docemente engolida pelo nosso representante no vídeo. Essa pergunta simplesmente não se faz em televisão, ou até em jornal. É de um amadorismo total. Só serve para seminários de 'comunicação' no interior da Bahia. Não é uma pergunta jornalística. Jagger começou a debochar aí". O artigo não provocou uma resposta imediata de Caetano, que só mencionou o episódio em outubro do mesmo ano, na coletiva para o show "Uns", em São Paulo: "Agora o Francis me desrespeitou. Foi desonesto, mau-caráter. É uma bicha amarga. Essas bonecas travadas são danadinhas", e o caso teve repercussão nacional.

### 1984
O ano de 1984 marcou a Rede Manchete que se destacou pelo total apoio à campanha das Diretas Já, quando a população, através de comícios e passeatas, pedia a aprovação da emenda que restabelecia eleições diretas para presidente do Brasil. A emissora transmitiu vários comícios, inclusive aqueles que reuniram um milhão de pessoas em São Paulo e no Rio de Janeiro. Em seu primeiro ano de vida, a estratégia de uma programação para as classes A e B ainda estava de pé. A emissora inicia o ano lançando, no dia 23 de janeiro, o FMTV, considerado o primeiro programa de videoclipes do Brasil, revelando como apresentadores João Kléber, e mais tarde, Patricia Pillar. Ia ao ar diariamente, das 19h às 19h30, e aos sábados a partir das 18h30.
Em 1984, no Rio de Janeiro, durante o Governo de Leonel Brizola, foi criado o Sambódromo da Marquês de Sapucaí, um espaço definitivo para a apresentação das escolas de samba, obra muito criticada pelas Organizações Globo. A Rede Manchete transmite o desfile e alcança o primeiro lugar em audiência. A extensa cobertura das revistas do Grupo Bloch acabou se repetindo de forma positiva na TV, que contava, naquela época, com modernos equipamentos que em muito, auxiliaram na transmissão. A emissora liderou a audiência, ficando acima dos 30 pontos percentuais. Surgia também neste ano, o Edição da Tarde, de segunda à sexta às 12h30. Em junho, a emissora estreou suas transmissões esportivas com a cobertura das Olimpíadas de Los Angeles. As transmissões tiveram a participação de Paulo Stein, apresentador da Manchete Esportiva, que foi praticamente um dos fundadores da emissora.
Ainda em 1984, surgiu a ideia de se produzir uma minissérie. A paixão pela retratação histórica de seus diretores, levou a emissora e seus até então inexperientes funcionários em dramaturgia, a produzir, naquele ano, a minissérie Marquesa de Santos, sendo a primeira obra de teledramaturgia da nova emissora. Protagonizada por Maitê Proença, a trama estreou em 21 de agosto do mesmo ano e atingiu um audiência média de 7 pontos, colocando a emissora em terceiro lugar no horário. Nesse embalo, a rede produziu ainda mais duas minisséries: Santa Marta Fabril S.A. e Tudo em Cima.

### 1985
Em 15 de março de 1985, a rede fez a cobertura da posse do até então vice-presidente José Sarney, o primeiro civil a assumir a presidência desde o golpe militar de 1964, pois Tancredo Neves foi internado na véspera da posse. A emissora fez também a cobertura da agonia e da morte de Neves ocorrida em 21 de abril do mesmo ano.
Não conseguindo audiência e o faturamento almejados na época da estreia e buscando uma maior diversidade de público, Adolpho Bloch aprova a produção de novelas e seriados. A emissora abriu seus cofres e já no início de 1985, entrava no ar a novela Antônio Maria, coproduzido com a RTP, que embora fosse uma parceria, acabou custando mais de 5 bilhões de cruzeiros. Antônio Maria acabou não tendo sucesso, aumentando os prejuízos da rede. Em julho, estreava o seriado Tamanho Família, o primeiro sitcom da emissora.
As mudanças na programação, começariam à tarde, com a volta do costureiro Clodovil, com o programa De Mulher para Mulher às 14 horas, seguido pelo Manchete Shopping Show, programa de variedades feminino que também contava com a participação do estilista. Mais tarde, às 19h30, entraria no ar o Alô Pepa, Alô Dola, um show de variedades comandado por Carlos Eduardo Dolabella e Pepita Rodrigues. No campo do humor, estrearam Domingo de Graça e Aperte os Cintos, ambos exibidos aos domingos, sendo este último protagonizado por Costinha. O formato era baseado em esquetes de humor, o mesmo de outros programas tradicionais do gênero, como Chico Anysio Show e Praça da Alegria.
No campo do jornalismo, merecem destaque as diversas séries que a emissora produziu. Em parceria com a produtora Independente Intervídeo, pertencente ao jornalista Fernando Barbosa Lima, foram ao ar, naquele ano, três grandes produções: Xingu, mostrando a vida dos indígenas da região do alto Xingu; Terra Mágica, que mostrava características e costumes de determinada região do país; e a série Japão, retratando o avanço que a Terra do Sol Nascente sofreu depois da Segunda Guerra Mundial.
Em 1985, com dois anos de existência, os prejuízos da Rede Manchete eram evidentes. A emissora entrava em sua primeira crise financeira. Adolpho Bloch estava preocupado, pois a dívida da emissora já atingia milhões de dólares. Segundo o jornal O Estado de S. Paulo, séries como Xingu e Japão ganharam elogios, pois a emissora investiu em qualidade, mas nem sempre isso demonstrou ser sinônimo de lucro: Descontente com o faturamento e a audiência, Bloch aprova programas populares, como os humorísticos do casal Carlos Eduardo Dolabella e Pepita Rodrigues e Miéle.

### 1986
A emissora entrou pelo ano de 1986, com uma dívida que beirava os 23 milhões de dólares. Os primeiros sinais de prejuízo surgiram em fevereiro de 1986. A rede acumulava um prejuízo de 80 milhões de dólares e uma dívida que chegava a 23 milhões de dólares. Apesar disso, a partir desse ano, são exibidas outras telenovelas de sucesso produzidas pela Manchete, como a Dona Beija, lançada em abril. Em uma entrevista para o Jornal do Brasil, Adolpho Bloch reconheceu que foram gastos Cz$ 25 milhões para produzir Dona Beija. Mas Bloch lembrou que a produção estava dando resultados: A novela tem dado 25%, 27% no Rio, em Recife já chegou a 40%, em Belo Horizonte atingiu 35%. É comentada em todo o Brasil. A emissora enfrentou sua primeira greve de funcionários em setembro de 1986, quando pararam em virtude de salários atrasados. Xuxa, que alcançava excelente audiência, deixou o canal no começo do ano e foi para a TV Globo apresentar o Xou da Xuxa. Ainda em 1986, duas atrações contribuíram para o aumento da crise financeira: a transmissão da Copa do Mundo de 1986, no México e a novela Dona Beija, uma produção que custou mais de US$ 2 milhões. Com cenas de nudez de Maitê Proença, a novela teve boa audiência, com cerca de 15 pontos diários, especialmente entre o público masculino, mas também deu prejuízo.
Clodovil estreou o programa Clô para os Íntimos, diariamente às 14 horas. O apresentador se envolveria em uma polêmica ao expor sua opinião sobre a nova constituição, que estava em votação no Congresso Nacional. Depois de classificar a Assembleia como "prostituinte", Adolpho Bloch demitiu o apresentador.
Ainda em 86, para compensar a perda de Xuxa, a Manchete resolveu extinguir o Clube da Criança e o Circo Alegre, comandado pelo palhaço Carequinha, que antecedia diariamente o Clube e substituí-los por dois novos programas: pela manhã, Nave da Fantasia, comandado por Simony. E à tarde, no antigo horário ocupado pelo Clube, estreou Lupu Limpim Claplá Topô, com Lucinha Lins e Claudio Tovar. Este último seguia um formato de teleteatro, onde os apresentadores interpretavam os mais variados contos infantis.
Positivamente, a emissora vendeu para exibição em Portugal, as produções Viver a Vida e Tudo em Cima. Fato que foi comemorado na empresa.

### 1987
Em fevereiro, as transmissões do Carnaval da Manchete vieram recheadas de novidades. A emissora colocou mil funcionários no sambódromo para a cobertura dos Desfile das escolas de samba do Rio de Janeiro. A concorrência entre a Manchete e a Globo ganhava caráter de briga. Um confronto de logotipos marcava a entrada do sambódromo durante as transmissões dos desfiles do Grupo Especial do Rio de Janeiro. Dentre as novidades, a rede trazia a câmera-robô, além de um helicóptero que sobrevoava o sambódromo do Rio de Janeiro. Rubens Furtado dizia que o Carnaval era a chance que a Manchete tinha de mostrar que ela era grande, que era melhor que a Globo. O resultado foi que a Manchete liderou a audiência no Rio, de ponta a ponta.
Pertencendo ao grupo de funcionários que participaram da criação da rede em 1983, Zevi Ghivelder tornou-se diretor de jornalismo da emissora, e com o Jornal da Manchete, conquistou sucesso de crítica e de público. José Wilker chega para assumir a direção de dramaturgia substituindo Herval Rossano e reforçar o núcleo de dramaturgia e coloca no ar em março de 1987, a novela policial Corpo Santo. A novela estreou com quatorze pontos de audiência e chegou a picos de 31 pontos, durante a morte da personagem de Christiane Torloni. Durante o restante do ano, o diretor trouxe uma série de profissionais e vários produtos do gênero. Em maio, estreou Helena, novela escrita por Mário Prata, com Luciana Braga e Thales Pan Chacon. Em outubro, em substituição a Corpo Santo, estreava Carmem, escrita por Glória Perez e estrelada por Lucélia Santos, trazida da TV Globo a peso de ouro, e Paulo Betti. A trama alcançou 31 pontos de audiência no Rio de Janeiro, desbancando a Globo em alguns capítulos. Carmem também é lembrada por Silvio Santos ter feito uma participação especial na novela. O apresentador abriu as portas do Programa Silvio Santos do SBT para a personagem Creuza (Bia Sion) participa do quadro Namoro na TV. Sonhadora e romântica, Creuza vai até lá solicitar um namorado através da mídia eletrônica. Além das novelas, a emissora voltaria a produção de minisséries com A Rainha da Vida, com Débora Duarte. A minissérie teve 15 capítulos, mas não teve boa repercussão.
Em 6 de abril de 1987, a emissora estreia Nave da Fantasia, um programa infantil, com outra revelação, Angélica, então com apenas 13 anos. Angélica chegava substituindo Simony, que tinha ido para o SBT apresentar o Do Ré Mi Fá Sol Lá Simony. Com a volta do Clube da Criança ao antigo horário, Lupu Limpim Clapá Topô foi extinto. Outros programas produzidos em parceria com Nilton Travesso e a produtora independente Equipe A foram lançados: Mulher 87, Osmar Santos Show e Vídeo em Manchete (uma espécie de Vídeo Show).
A primeira grande demissão da emissora aconteceu em julho de 1987, quando a linha de shows da emissora, composta por musicais e humorísticos, foi completamente desativada e cerca de cem funcionários foram demitidos. A emissora entra na bolsa de valores. O total das ações soma 130 milhões de dólares, mas o comandante do grupo, Adolpho Bloch, colocaria na mesa de negociações de 40% a 80% do capital, com a condição de que na partilha do bolo não houvesse um sócio majoritário. Na lista de interessados, aparecem até agora a construtora Norberto Odebrecht (atual OEC), a Paranapanema, o rei da soja Olacir de Moraes e um grupo ligado à área de café. Nas negociações, não entra o passivo da Manchete, avaliado no equivalente a 4 milhões de dólares. Monteiro Aranha negou na época que estivesse envolvido com eventual compra de participação acionária na TV Manchete. Depois de conseguir do Banco do Brasil, um empréstimo de 12 milhões de dólares - 8 milhões de dólares foram devolvidos ao banco em cotas de patrocínio e em ações de marketing ao longo da programação - a Manchete continuou a procurar um parceiro, esperando a melhor oferta. Em 3 de dezembro de 1987, a direção da TV Manchete encerrou sem sucesso as negociações para a transferência do controle da emissora para o empresário paulista Otávio Lacombe, do grupo Paranapanema. A TV Brasília, que até então era afiliada do SBT, passa a retransmitir a rede em junho, se tornando uma das principais afiliadas.
No segundo semestre, a partir de 13 de outubro de 1987, Angélica passa a apresentar uma nova versão do Clube da Criança ao lado do ator Ferrugem.

### 1988
Em 1988, depois de cinco anos insistindo em uma programação de alto nível, com documentários, jornalismo e programas de entrevistas, a dívida da Rede Manchete sobe para os 34 milhões de dólares, provocando a extinção de programas que não davam audiência e anunciantes. O investimento de televisão de primeira classe não teve retorno financeiro e nem audiência, levando a extinção de programas, quase todos da época da estreia em 1983. Os grandes anunciantes não demonstraram qualquer interesse neste tipo de programação, preferindo nas redes Globo, SBT e Bandeirantes, todas com programações populares.
Em mais uma tentativa de salvar a emissora são colocados no ar 19 novos programas, entre eles: o humorístico Cadeira de Barbeiro, com Lucinha Lins e Cacá Rosset, e o Sem Limite com Luiz Armando Queiroz. Nas manhãs, o espaço era do jornalismo com a exibição do noticiário Repórter Manchete e do Brasil 7:30, apresentado por Liliane Cardoso, direto dos estúdios da TV Brasília. À tarde, faziam sucesso: os seriados Jaspion e Changeman. Nas manhãs, o Repórter Manchete entrava no ar diariamente às 8h. Com um formato muito parecido com os canais de TV paga americanos de hot news (CNN), exibindo notícias o tempo todo direto da bancada, o jornal se aproveitava da frequência da TV Manchete no Rio (canal 6), que permitia a sintonia através de rádios FM. Muitos cariocas ouviam o telejornal indo para o trabalho, que pouco se valia de imagens, adotando de fato uma linguagem radiofônica. No campo do jornalismo, também estreavam os telejornais locais Praça em Manchete, que antecediam o Jornal da Manchete. Rio em Manchete, São Paulo em Manchete, Minas em Manchete, Ceará em Manchete, Pernambuco em Manchete, Pampa em Manchete, Tele Manchete e posteriormente muitos outros.
A então maior audiência da história da TV Manchete foi atingida em junho, durante a transmissão de Flamengo x Vasco, final do Campeonato Carioca daquele ano. Pegou 63% dos aparelhos ligados no horário do jogo. A Globo teve de se espremer em exíguos - para ela - 23%.
Em setembro, foi noticiado que a TV Manchete e a apresentadora Hebe Camargo estavam conversando. Insatisfeita com a força que a TVS vinha dando a Jô Soares, Hebe estaria inclinada a aceitar uma boa proposta da emissora carioca. Para a apresentadora, a Manchete ofereceu luvas - no caso, 100 mil dólares.
Do outro lado, foi também noticiado o interesse de Silvio Santos em ter Angélica no SBT. Angélica, com apenas 14 anos e uma produção de baixo custo, estava batendo a Globo na audiência das tardes de segunda a sexta com o infantil Clube da Criança e, aos sábados, com o juvenil Milk Shake. O dono do SBT, segundo o empresário de Angélica, Paulo Ricardo, "ofereceu tudo o que a Manchete pagasse em dobro, mais comercialização e luvas altas. Ele começou com uma oferta de Cz$ 3 000 000 mensais, mas foi subindo até transformá-la no salário mais alto da emissora". Angélica, porém, renovou com a Manchete até junho de 1990, pela segurança de um projeto já estável na Manchete, aliada a uma melhoria, do contrato que só terminaria em dezembro de 1989, agora reforçado também por edições de revistinhas e álbuns infantis.
Enquanto isso, Rodolpho Gamberini, editor regional do departamento paulista de jornalismo, Hélio Goldstein, diretor de redação, e as jornalistas Selma Panazzi e Lídia Goldstein deixaram a emissora após uma crise provocada por um pedido de 20% de corte na redação de São Paulo e a interferência de um diretor que não era da área.
Em outubro, Adolpho Bloch e David Elkind chegaram de Paris. Corria nos bastidores da Rede Manchete que os dois foram, pessoalmente, negociar a venda da emissora para empresários franceses.

### 1989
Em fevereiro, foi noticiado que o empresário Artur Osório Marques do mercado financeiro, ligado a um grupo suíço, Union des Banques Suisses, da qual era o representante no Brasil, estaria em entendimentos com a TV Manchete. Estuda a possibilidade de comprar a emissora de Adolpho Bloch, com quem já teve vários encontros. O próprio Artur confirmou a notícia da possível compra da TV Manchete, mas afirmou que não estava ligado a nenhum grupo suíço. Marques acrescentou ainda que junto com ele na transação está um grupo de empresários brasileiros.
Embora mostrasse sinais de crise, a emissora tentava tirar profissionais de outras redes. Em março, o diretor da emissora, Zevi Ghivelder, e o jornalista Joelmir Beting chegaram a negociar um novo telejornal na emissora. O jornalista preferiu continuar na Globo. Após deixar a Globo, Leda Nagle foi contratada para apresentar a edição da tarde do Jornal da Manchete. Na área do entretenimento tentou, sem sucesso, contratar o diretor Reynaldo Boury, o autor Gilberto Braga, e atrizes Joana Fomm, Glória Pires, Bruna Lombardi e Vera Fischer. Para todos foi oferecido um contrato de Cr$ 50 000 de luvas, Cr$ 10 000 mensais e passagens para o exterior. Outros globais sondados foram Marcos Paulo e Cláudia Raia. Mas conseguiu tirar César Filho e Benedito Ruy Barbosa da Globo.
No mês de julho, ia ao ar a novela Kananga do Japão, protagonizada por Christiane Torloni e Raul Gazolla. A trama era, até então, o maior investimento em novelas já feito pela emissora, e que teve a missão de recuperar o maior Ibope já alcançado no horário das 22h30 - a média de 20 a 25 pontos de Dona Beija, que bateu a Globo em 1986. Kananga do Japão alcançou, em seu primeiro capítulo, uma média de vinte pontos na Grande Rio e seis na Grande São Paulo, segundo o Instituto Brasileiro de Opinião Pública e Estatística. Tais índices foram satisfatórios comparados à trama anterior, Olho por Olho, a qual indicava seis no Rio de Janeiro e dois, em São Paulo, triplicando os números da antecessora. A emissora lançaria o Cabaré do Barata, com a direção de Augusto César Vanucci e com o humorista Agildo Ribeiro. A Manchete também adotaria a estratégia de rechear de reprises sua programação. Apostando na nostalgia, a Manchete vai de Kojak, Baretta e O Incrível Hulk. Junto com O Homem Invisível e Xerife Lobo. Para o público infantil, tinha o Cometa Alegria, apresentado por Cinthya Rachel e Patrick de Oliveira.
Em outubro de 1989, a imprensa notícia a futura sede da emissora em São Paulo. O mercado paulista passou a atrair a Manchete, já que dos 70 milhões de dólares faturados pela rede, através de suas 32 emissoras, durante 89, 50 milhões foram resultados dos negócios efetuados em São Paulo.

### 1990

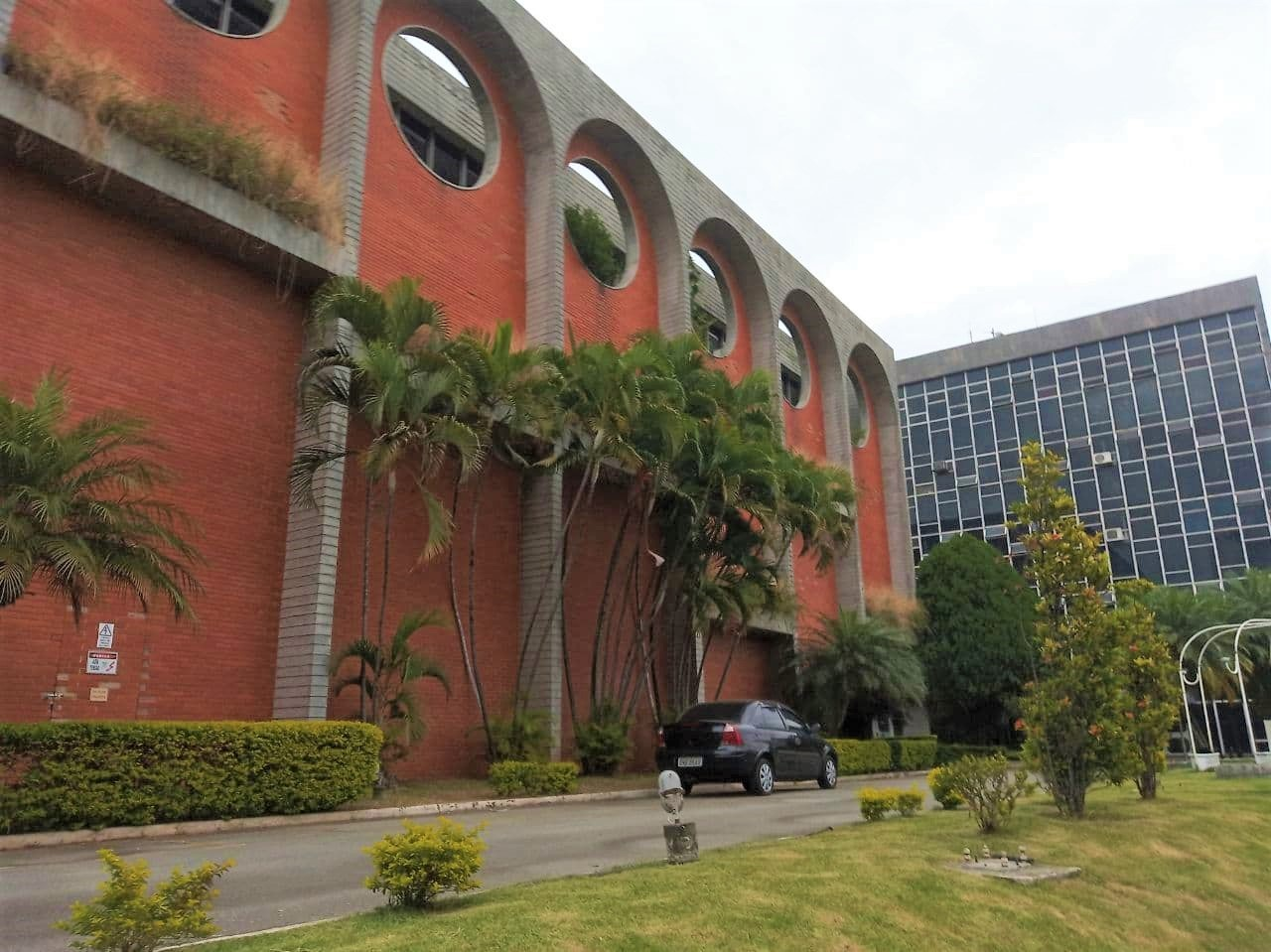
Edifício sede da Rede Manchete em São Paulo

Neste ano, a Rede Manchete inaugurou sua sede na capital paulista, transferindo sua diretoria geral de comercialização para a cidade. O novo prédio de 8 mil metros quadrados foi projetado por Oscar Niemeyer e custou cerca de US$ 20 milhões de dólares (Cr$ 700 milhões na época). Fica localizado na zona norte da cidade, na Casa Verde. As instalações incluem um teatro com capacidade para 300 pessoas, um estúdio de jornalismo com oito ilhas de edição, uma central de documentação e outra de pós-produção. A nova sede também abrigou a produção de três programas Mulher 90, Os Campeões" e "Hit Parade além do departamento comercial da emissora, que se transfere para a cidade. A cerimônia de inauguração do novo prédio aconteceu com a entrega do troféu Manchete para personalidades paulistas de diferentes áreas. Ainda dentro do marco do aniversário de São Paulo, a emissora preparou uma programação especial que começou em 21 de janeiro, com o programa São Paulo, Terra Mágica, que conta a história da cidade. Em 22 de janeiro, a apresentadora Angélica recebeu figuras representativas do panorama musical paulista, como Paulo Ricardo, Supla e Guilherme Vergueiro. No dia 23, a emissora exibiu o musical de Chrystian & Ralf. Na data do aniversário da cidade, a Manchete transmitiu um concerto ao vivo da Orquestra Sinfônica do Estado de São Paulo, e a tarde um jogo entre a Seleção Paulista de Futebol contra um time carioca. Durante a noite, a emissora colocou no ar um especial com Gilberto Gil, gravado na praça da Paz. Na mesma semana, a emissora mostrou um especial com Pepeu Gomes e apresentou um Manchete Documento especial sobre a cidade.
Em relação a venda da emissora nos anos anteriores, essa ideia surgiu, conforme diz Expedito Grossi, diretor-geral da rede, devido a problemas de saúde de dois sobrinhos de Adolpho Bloch, Oscar Bloch e Pedro Jack Kapeller, oficialmente os principais nomes da rede. Isso teria ocasionado certo desânimo no comandante da Manchete: Mas depois eles melhoraram, reassumiram seus cargos, e o Adolpho voltou a se entusiasmar com a emissora. A partir daí, a gente começou a fazer TV de verdade, assegurou o diretor-geral.
A partir de 19 de março, estreou Os Campeões, um esportivo liderado de São Paulo pelo apresentador Osmar Santos. A linha de shows começou dia 20 de março, com o teleteatro sobrenatural Fronteiras do Desconhecido - uma série de casos verdade de espíritas, paranormais e todo o tipo de mistério e assombração, sob direção de Augusto César Vannucci. A quarta-feira, 21 de março, continuava a mesma, com Cabaré do Barata, o humorístico de Agildo Ribeiro. A partir do dia 22, a quinta alterna jornalísticos (Debate em Manchete e Manchete Urgente) com especiais musicais. Ficam para a sexta, em horário antecipado para às 22h30, as bem sucedidas reportagens mundo cão do Documento Especial: Televisão Verdade, apresentado por Roberto Maya e dirigido por Nelson Hoineff. A produção mais sofisticada da linha de shows será aos sábados, às 22h30 com Dançando Conforme a Música, um musical comandado por Luís Carlos Miele e Watusi.
A cereja do bolo, no entanto, viria por último - a novela Pantanal, dia 27, uma terça-feira, para evitar um choque direto com a Tela Quente, da Globo. Na segunda-feira, dia 26, o telespectador verá apenas os bastidores da estreia do dia seguinte. Pantanal viria a se tornar o maior sucesso da teledramaturgia da emissora, considerado inesperado, frequentemente, Pantanal vencia a programação global. Nos últimos índices de audiência disponíveis do Ibope da época, nos horários de melhor desempenho, Pantanal batia sistematicamente os programas da TV Globo e do SBT. O triunfo de Pantanal não se media apenas pelos seus percentuais de audiência. Para além dos números, a novela da Manchete se tornaria o programa mais comentado do Brasil, e Cristiana Oliveira, a protagonista de Pantanal, transformou-se numa figura nacional praticamente da noite para o dia.
A emissora continuava tentando tirar profissionais da concorrência, como Fausto Silva, da Globo, tendo o mesmo optado por continuar na concorrente carioca. A Manchete chegou a conversar também com o locutor Galvão Bueno para um programa esportivo nas tardes de domingo da emissora. A ideia era disputar a audiência do Esporte Total, dirigido por Luciano do Valle, exibido pela TV Bandeirantes. E contratou a repórter Leilane Neubarth, depois de oito anos na TV Globo, para o Programa de Domingo, com Paulo Alceu, e para fazer matérias especiais para o Jornal da Manchete, apresentado pelo Casal 20 da rede, Eliakim Araújo e Leila Cordeiro.
No esporte, destaque para as transmissões ao vivo dos jogos da Copa Rio.
O Documento Especial: Televisão Verdade estreia na atração. Em junho, a emissora transmitiu a Copa do Mundo FIFA de 1990 na Itália.
Em dezembro, ia ao ar a novela A História de Ana Raio e Zé Trovão, sucedendo Pantanal. Apesar não repetir o sucesso de Pantanal, terminou com a média de 20 pontos, com picos de 35 pontos, mantendo-se na vice-liderança.

### 1991
Em 1991, o cinema brasileiro ganhou destaque na programação, através de uma das principais sessões de filmes da emissora, o Cinema Nacional. No mesmo ano, o diretor Jayme Monjardim reúne com todos os representantes das emissoras afiliadas da rede para anunciar a nova programação visual da Manchete, acompanhada por novos programas. Em maio, um diretor da TV Manchete confessou que a emissora estava de olho em Jô Soares do SBT. Durante as exibições das novelas Pantanal e A História de Ana Raio e Zé Trovão, a Rede Manchete já tinha muitas afiliadas e repetidoras em todas as capitais e inúmeros municípios, tornando-se de fato uma rede nacional com cobertura em praticamente todo o Brasil.
Em junho, segundo a revista Veja, o deputado Paulo Octávio (PRN-DF), um dos amigos mais próximos do presidente Fernando Collor, fez ao empresário Adolpho Bloch uma proposta de compra da TV Manchete por US$ 200 milhões de dólares. O deputado é casado com sua afilhada, Ana Cristina, neta do ex-presidente Juscelino Kubitschek. O sócio de Paulo Octávio era o empresário João Carlos Di Genio. A paixão pelo seu parque gráfico e uma dívida de US$ 20 milhões foram as principais inquietações manifestadas por Bloch ao deputado Paulo Octávio, quando falaram pela primeira vez sobre a venda da Manchete. Paulo coordena a negociação entre um grupo de dez empresários e a emissora de Adolpho Bloch. Segundo Paulo Octávio, a TV ocupa grande parte do tempo que Bloch preferiria dedicar a sua gráfica. O pool de empresários que pretendia comprar a rede eram um outro amigo do presidente Collor, Luís Estêvão, presidente do grupo OK; Mathias Machline, do grupo Sharp; Herbert Levy, da Gazeta Mercantil, além da editora Abril. Bloch deverá enviar um dossiê administrativo sobre a situação financeira da emissora que deverá conter a posição da dívida contraída há alguns anos para ampliação da Rede Manchete de Televisão. Após a entrega do dossiê, Paulo Octávio tem 90 dias para concluir o negócio. Paulo Octávio afirmou que não tem preconceitos contra nacionalidade ou ramo de atividade dos futuros sócios, mas nada se concretizou sobre a venda. Adolpho Bloch não ficou satisfeito com a oferta que recebeu dos empresários Paulo Octávio Pereira e João Octávio Di Gênio, pois ele queria um cheque de US$ 200 milhões. com fundos, enquanto os empresários ofereciam menos, entre 130, 140 e 150 milhões de dólares. A imprensa afirmaria que, há meses, o ex-governador e então candidato à presidência da República Orestes Quércia tinha manifestado interesse em adquirir a emissora do grupo Bloch. Chegando até a fazer consultas e sondagens iniciais para tocar o negócio. Quando o presidente Fernando Collor foi informado disto, ficou preocupado, já que com a TV Manchete nas mãos a campanha de Quércia teria um caminho asfaltado, sem obstáculos, para crescer. Nesse momento, um grupo de fiéis amigos do presidente - Paulo e Di Genio à frente - tomou a iniciativa de tirar Quércia do páreo e partir para a compra, tanto para desenvolver projetos próprios e também para tirar a emissora das mãos do adversário. em outubro de 91, Paulo Octávio anunciou a suspensão das negociações da compra da Manchete, fazendo um discurso na Câmara dos Deputados do Brasil, ele denunciou o que classificou de práticas subreptícias e insidiosas de empresários que têm medo da livre concorrência e das regras do mercado, disse Paulo , que comunicou sua decisão ao empresário Adolpho Bloch, em um encontro. A Manchete teria, segundo o deputado, uma dívida de US$ 40 milhões, sendo metade com o Banco do Brasil. Paulo desafiou que provem qualquer favorecimento nas negociações, que se arrastavam há três meses. O deputado disse que estava muito perto de um acordo com a diretoria da Manchete: O negócio era uma questão de tempo. Ele admitiu retomar o projeto quando houver uma fase melhor para negociar. Quando lhe perguntam quais as razões desse bloqueio de livre mercado de televisões no país, Paulo se limita a responder: plim plim. No mesmo mês, Bloch reuniu a imprensa, para garantir que a emissora não está à venda por dinheiro nenhum do mundo. Se, em algum momento, ele pensou em vender a emissora foi ideia passageira: Eu estava cansado e comentei com amigos que pensava em vender a Manchete. Mas foi um relâmpago. Segundos depois já estava arrependido. Depois disso, os jornais começaram a noticiar a venda da Manchete. Tudo boato. Um dia antes da entrevista, Adolpho Bloch e a mulher Ana Bentes estiveram em Brasília numa audiência com o presidente Fernando Collor: Fui dar uma satisfação ao presidente. Afinal de contas, televisão é uma concessão do governo e depois de toda essa confusão, era o mínimo que eu podia fazer. Afirmou sobre a dívida da Rede Manchete: A nossa dívida não chega a 5% do patrimônio da empresa, avaliado em centenas de milhões de dólares. Quanto valem estes dois prédios, as obras de arte, a gráfica em Parada de Lucas e os estúdios do Complexo de Água Grande?. Para vencer a dívida, Bloch pretende continuar investindo na programação. Aos 83 anos, uma coisa que ele garante é não ter medo de trabalho: Com essa idade eu podia trabalhar menos, mas não. No mínimo, passo oito horas aqui na Manchete.
A Manchete começa a investir cerca de US$ 12 milhões na telenovela Amazônia, que entra no ar no final de 1991. Além de exibir a soap opera The Bold and the Beautiful,

### 1992
Em janeiro de 1992, entra no ar Almanaque, programa de variedades apresentado por César Filho e Tânia Rodrigues, com roteiro de Rosana Hermann. Em fevereiro, Fernando Barbosa Lima convidou e Márcia Peltier é contratada pela emissora. Em abril, a Manchete resgata Vila Sésamo, série de 262 episódios de 30 minutos cada um, gravada entre 1988 e 89, e vai exibi-los diariamente às 12h, encerrando o programa Clube da Criança.
A nova novela Amazônia, até então promessa de repetir o sucesso de Pantanal, começa dar baixos índices de audiência e torna-se um fracasso de audiência (apenas 2 pontos). A emissora coloca no ar a continuação Amazônia - Parte II, após saída de personagens que não agradaram o telespectador. Mesmo assim, mantém baixos índices de audiência e por causa disso, entrou em grave crise econômica (a causa principal conhecida foi o altíssimo investimento na novela, que acabou em prejuízo estrondoso). A nova programação visual prometida por Jayme Monjardim acaba não dando muito certo. Jayme acaba sendo demitido por Adolpho Bloch, iniciando a primeira grande crise da emissora. Em 9 de junho de 1992, a TV Manchete detinha o sexto lugar na audiência na Grande São Paulo no horário entre 19h45 e meia-noite, segundo o Data Ibope. Segundo a Folha de S.Paulo apurou, o faturamento da TV em 91 foi de US$ 100 milhões, o que a classifica como terceira no ranking, atrás da Globo e do SBT. A programação da emissora era alvo de críticas, como a erotização, a experiência mostrou que cenas gratuitas de nudismo e de sexo não garantem audiência significativa nem melhoram a vida da emissora. Mesmo com o agravamento da crise, Adolpho Bloch não queria vender a emissora, mas foi pressionado por seus sócios. Para evitar a venda, Bloch foi ao Palácio do Planalto pedir ao ministro Jorge Bornhausen que o governo perdoasse parte de sua dívida junto ao Banco do Brasil. Bloch queria que Bornhausen pressionasse o presidente do BB, Lafayete Coutinho, para que o isentasse de pagar os juros de uma dívida de US$ 90 milhões. Ele só queria pagar a correção. O ministro aconselhou-o a pedir a Collor, que não o recebeu. Foi a última tentativa de Bloch para evitar a venda da emissora. Há dois anos que ele reclama ao governo que não quer pagar juros sobre juros. Um dia antes de procurar Bornhausen, Bloch disse a amigos que seu maior orgulho na vida era jamais ter outorgado uma escritura e que iria morrer sem vender seus bens. Aos 84 anos, Bloch era o maior empecilho à venda da TV. Na época, chorou diante do presidente Collor que disse: "Então não venda, Adolpho". Eufórico, ele pensou que havia recebido um sinal de que teria ajuda, o que não se confirmou. Bloch chorou ao acertar a transferência ao IBF. O Grupo IBF (Indústria Brasileira de Formulários), presidida pelo empresário Hamilton Lucas de Oliveira, se ofereceu para cuidar da emissora. A rede começou a ser negociada com o Grupo IBF, que fez fortuna com a impressão de raspadinhas. Em junho, concretizava-se a venda da Manchete para o Grupo IBF, fechando a compra de 49% do capital acionário da Rede Manchete de Rádio e Televisão por US$ 25 milhões e assumiu uma divida de US$ 110 milhões da empresa junto a diversos credores. Conforme disse David Raw, novo diretor geral da rede, na cúpula diretiva que está sendo formada não consta o nome de nenhum membro da família Bloch. Além disso, existe no contrato firmado uma cláusula que dá à IBF o direito irretratável de administrar a emissora: Dessa forma, teremos condições de desenvolver uma administração totalmente profissional, que possa tirar a rede do caos em que se enfiou. Só não compramos 51% porque os Bloch não quiseram vender. A sede da Rede Manchete de Rádio e Televisão será transferida para São Paulo, onde fica o IBF, mas o restante das instalações ficará no Rio de Janeiro. A médio prazo a IBF promete ameaçar as posições do SBT, colocando a Manchete novamente na briga pelo segundo lugar em audiência. Tendo, inclusive, tentado contratar Walter Zagari, que preferiu continuar no comercial do SBT, Raw foi crítico: Infelizmente ele não teve coragem para aceitar o desafio proposto. Porém, aparentemente com o objetivo de valorizar o então Xerxes Gusmão do comercial, o diretor geral mudou o discurso: O Zagari é meu amigo, o encontro com freqüência, mas não fizemos proposta concreta para ele.
Já na nova administração estreia, com apresentação de Clodovil Hernandes, o programa Clodovil Abre o Jogo. Com a saída do Documento Especial: Televisão Verdade (que foi para o SBT) foi criada o Manchete Especial: Documento Verdade, com apresentação de Henrique Martins, para sanar a perda do programa. Ainda teria Clube da Criança, Vídeo Memória, Gente de Expressão, Ferreira Neto Opinião, Duda Little no Duda Alegria, Capítulo Especial. Em julho, a emissora transmitiu os Jogos Olímpicos de 1992, realizado em Barcelona. No mesmo mês, começa a transmitir o Campeonato Paulista de futebol, com narração de Osmar Santos. A emissora faz cobertura nas denúncias que levaram o impeachment ao então Presidente da República Fernando Collor, entre abril a dezembro.

### 1993
Pela primeira vez, em fevereiro de 1993, a emissora não fez a cobertura do carnaval carioca. Em São Paulo, o atraso no pagamento de salários, alguns desde 1992, leva os funcionários a retirarem a TV Manchete São Paulo do ar, ao interromperem a programação da emissora no fim da tarde do dia 15 de fevereiro de 1993, uma greve que aconteceu na sede paulista da emissora, os técnicos pararam as atividades, tendo o programa Almanaque ido ao ar como reprise já que a greve impediu a gravação. O virtual estado de greve dos técnicos da Rede Manchete em São Paulo se deve a uma promessa ainda não cumprida do dono da emissora, o empresário Hamilton Lucas de Oliveira, do grupo Indústria Brasileira de Formulários, de que depositaria todos os salários atrasados, mas na verdade, só foram pagos os salários dos funcionários que ganhavam até 5 milhões de cruzeiros.
Em 15 de março, outra greve, agora na sede carioca, que ficou sem exibir sua programação até as 19h40. A Manchete saiu do ar a partir das 14h35. Por 40 minutos os grevistas conseguiram divulgar no Rio colocando no ar um slide denunciando a falta dos pagamentos e o sucateamento da emissora. De imediato, é deflagrada a greve de funcionários, com a seguinte mensagem: "Estamos fora do ar por falta de pagamento dos meses de dezembro, janeiro, fevereiro e parte do décimo terceiro de 1992". Às 15h15, a emissora voltou ao ar no Rio por quatro minutos. Depois, saiu do ar. A ocupação não encontrou resistência. Às 16h30, uma nova turma de funcionários resolveu entrar no prédio, causando um certo tumulto. Adolpho Bloch, dono do prédio onde funcionam as redações das revistas de seu grupo (além da TV Manchete), não impediu a entrada dos grevistas, mas solicitou aos representantes do movimento que não depredassem o patrimônio. Eles disseram que não pretendem avariar nada, até por que esse patrimônio é a garantia de pagamento. Todos os chefes do departamento de jornalismo desceram - o único que permaneceu na sala foi o diretor de jornalismo, Mauro Costa. Às 19h40, retornou a apresentar sua programação normal com imagens transmitidas de São Paulo.
Os grevistas também impediram que as fitas de programas da emissora saíssem do arquivo da rede. Uma comissão de quatro grevistas conseguiu um encontro com o presidente Itamar Franco, que estava hospedado no hotel Glória. Eles pediram a intermediação do presidente para se tentar uma solução para a crise da emissora. O ministro da Justiça, Maurício José Corrêa, disse que o presidente discutirá a crise da Manchete em reunião com os ministros do Trabalho, Walter Barelli, e das Comunicações, Hugo Napoleão. O governo só poderia intervir na Manchete se a greve se prolongasse por mais de 30 dias. Nesse caso, a concessão poderia ser cassada. O diretor-geral da Rede Manchete, Xerxes Gusmão Neto, informou em São Paulo através da sua assessoria de imprensa, que estranhava a "violência" ocorrida no Rio.
Segundo o diretor, não havia motivo para a atitude dos grevistas, pois a direção da emissora estava negociando, no Ministério do Trabalho, em Brasília, uma solução para o problema salarial dos funcionários da Manchete em todo o país. Um show foi realizado para arrecadar renda para os 1 300 profissionais cariocas da emissora no Circo Voador, na Lapa. Em 29 de março, os funcionários da Manchete no Rio desocuparam o prédio da emissora na Glória, zona sul do Rio. O grupo IBF, que controla a Manchete, conseguiu, do juiz João Baptista Chagas Filho, da 23ª Vara Cível, um mandado de reintegração de posse, que foi cumprido por dois oficiais de Justiça após cinco horas de negociações com os funcionários que ocupavam o prédio.
Os grevistas obtiveram a garantia de que as portas da emissora seriam lacradas para evitar retirada de equipamentos. Na avaliação deles, esses equipamentos são os bens que podem garantir o pagamento dos salários atrasados. O diretor artístico da emissora, Jayme Monjardim, aproveitou uma pergunta do Jornal do Brasil (É possível produzir alguma coisa com a crise financeira e política da Manchete?) para desabafar, através de fax, contra as concorrentes e prometer dar o troco aos que infringiram a infâmia da vingança. A seguir, a resposta-manifesto de Monjardim: A crise da Manchete não é a maior de todos os tempos que uma rede já enfrentou. A Bandeirantes teve seus funcionários acampados na frente de sua sede fazendo greve de fome no início dos anos 1980 (...) Vejo gente atirando pedras na Manchete que se esquece da própria biografia. A crise não é da Manchete. Que culpa temos se o Brasil ainda não adequou suas leis à realidade dos tempos modernos? Peço que não se deixem levar pelos boatos mal-intencionados, que são divulgados por aqueles que temem nossa competência de fazer televisão e preferem maquiar os fatos (...) A Manchete tem um perfil perigoso para a concorrência, pois todos sabem que a qualquer momento poderemos atingir a audiência de ponta. Não somos uma rede imperial, administrada por famílias que monopolizaram a televisão brasileira (...) Em breve, estaremos em pé novamente. Só que desta vez marcados pela leviandade e a falta de escrúpulos com que fomos tratados artisticamente por algumas de nossas concorrentes. Não foram apenas nossos sofridos funcionários - as maiores vítimas da crise - que invadiram nossa sede na Rua do Russel, no Rio. A Bandeirantes também invadiu nossa casa com a deselegância dos maus companheiros, despeitados com o fato de termos trazido para cá a Fórmula Indy. Em nenhum momento ela pesou o fato de estarmos lutando por um mercado de trabalho comum a todos e que esse evento, efetivamente, foi um sinalizador para a recuperação. Invadiu nossas instalações e tripudiou sobre nós. Mas da nossa própria capacidade de trabalho nascerá uma nova TV para o Brasil, que certamente fará com que todos tenham que reestruturar seus rumos. Essa é a resposta contundente que vamos dar àqueles que infringiram a infâmia da vingança. Vamos responder com talento e criatividade ao achincalhe dos inconscientes (...) Em breve, estaremos exibindo a nova programação, onde mostraremos que não voltamos para jogar o mesmo jogo desumano, encalhado na mesmice eletrônica/conceitual em que se transformou a TV brasileira.
Novamente, a emissora seria alvo de notícias de uma possível vendaː agora, para o grupo Fininvest, que negou o interesse na rede. Porém, o então presidente da Força Sindical, Luiz Antônio Medeiros, disse que a Central Única dos Trabalhadores tem o apoio do ministro do Trabalho, Walter Barelli, para assumir o controle da Manchete. Medeiros disse ainda que a transferência da Rede Manchete para a fundação seria "uma manobra partidária", já que a CUT é ligada ao Partido dos Trabalhadores: O objetivo é transformar uma rede nacional em palanque eletrônico para o PT e seu candidato à Presidência da República, disse o presidente da Força Sindical, rival da CUT. Posteriormente, o então secretário-geral da CUT, Gilmar Carneiro, explicou que a ideia é formar uma direção pluralista na emissora, com a participação de outros órgãos de comunicação, fundações e entidades classistas e da sociedade civil: Não queremos controle de nada nem tornar a TV um arauto do PT. Aliás, ninguém terá o controle, conforme o projeto que estamos elaborando e que deverá ser entregue ao governo na semana que vem, afirmou. Carneiro está tão entusiasmado com o projeto que já fala até na linha da programação: Queremos fazer uma TV parecida com a BBC, independente. Todos estão cansados de ver tanto sexo, violência. Imaginamos uma emissora com tudo o que as outras fazem, mas sem esses componentes. A ideia é mostrar um Brasil que os brasileiros não conhecem, na linha Pantanal, mas sem sexo. Um consórcio de sindicatos, entidades da sociedade civil e empresas poderia comprar a TV e a Rádio Manchete. Alguns grupos já demonstraram aos funcionários das empresas interesse em adquirir a concessão de televisão, como os sindicatos dos bancários de São Paulo e São Bernardo - ambos filiados à Central Única dos Trabalhadores - a Ordem dos Advogados do Brasil (OAB), representando as entidades da sociedade, e o Banco Pactual, liderando as empresas, mas logo o banco afirmou não estar intermediando ou liderando qualquer operação para a transferência do controle da TV Manchete para os funcionários. Houve apenas uma sondagem por parte de uma comissão de empregados, sem ligação com a CUT ou sindicatos. O secretário-geral da CUT, Gilmar Carneiro, conversou por telefone durante 15 minutos com o presidente das Organizações Globo, Roberto Marinho.
Os dois falaram do projeto que a CUT tem para assumir a TV Manchete em conjunto com várias entidades, inclusive patronais, perguntando ao dono da TV Globo se a Fundação Roberto Marinho poderia engajar-se na ideia, contou Carneiro. Marinho, disse o sindicalista, escutou com atenção mas desaprovou a intenção. Em 15 de abril de 1993, no Rio de Janeiro, em encontro inimaginável há alguns anos, o presidente da Central Única dos Trabalhadores, Jair Meneguelli, se reuniu com Roberto Marinho, presidente das Organizações Globo, para explicar o projeto da entidade sindical para a Manchete: uma tevê pluralista, com a participação efetiva da sociedade civil: Seria uma tevê humanista, nem política nem partidária, com preocupações pedagógicas. Não competiria com a Globo, disse Meneguelli. Ele calculou em 100 milhões de dólar dos dólares estadunidenses o valor necessário para começar o negócio e chegou até a citar o nome do sociólogo Herbert de Souza, o Betinho, para presidir a fundação. Segundo Meneguelli, Marinho estaria disposto a colaborar com o projeto. Mas o governo considerou impraticável a compra da Manchete pela CUT, porque a Constituição brasileira de 1988 proibia o controle de emissoras de tevê por partidos políticos e a CUT nada mais era do que o braço sindical do PT. Por outro lado, o Partido Democrático Trabalhista de Leonel Brizola, Governador do Rio de Janeiro solicitou formalmente um ofício ao presidente Itamar Franco pedindo preferência na entrega ao Rio de Janeiro do canal 6, a TV Manchete, argumentando que o estado é um dos poucos, em todo o país, que não tinha ainda um canal de televisão educativo estadual. O governo fluminense já tinha pedido anteriormente, à União, o canal 2, a TVE Brasil. A ideia do governo fluminense era fazer da Manchete uma fundação, seguindo os mesmos padrões bem-sucedidos da TV Cultura de São Paulo. Brizola terminou dizendo que, em torno da Manchete, já se formava um jogo obscuro, político e econômico, envolvendo o senhor Roberto Marinho, o Partido dos Trabalhadores e a Central Única dos Trabalhadores. Mas tanto o ministro das comunicações Hugo Napoleão quanto o ministro do trabalho Walter Barelli negaram ter recebido a proposta do governo fluminense. O ex-diretor global Daniel Filho também admitiu interesse de assumir a emissora, articulado junto ao publicitário Ricardo Scalamandré, sócio de Emerson Fittipaldi nos direitos de transmissão da Fórmula Indy): Estamos articulando a possibilidade de impedir o fim da Manchete e de mantê-la como um canal democrático, desvinculado de setores políticos, confirma Daniel Filho, criticando o interesse "da CUT e do governador Brizola" em assumir a emissora. Isso é uma inversão de valores. São os profissionais de TV que devem estar à frente das emissoras e não os políticos. Os funcionários da empresa no Rio, sem salário desde dezembro, receberam cestas básicas da secretaria estadual de Trabalho. O restaurante da emissora, onde eles almoçavam de graça, foi fechado.
Ao mesmo tempo, a cúpula do grupo Bloch foi a Brasília pedir ao presidente Itamar Franco a retomada do controle da Rede Manchete. Como condição, um crédito do governo, de 50 milhões de dólares estadunidenses. Mas voltaram ao Rio de mãos abanando. O atraso dos salários e o sucateamento da emissora levaram a Bloch a entrar com um processo na Justiça a fim de retomar a emissora. Através de medida cautelar, a emissora retornou ao controle da família Bloch em 23 de abril, quando a Justiça do Rio de Janeiro devolve a Rede Manchete de Rádio e Televisão ao empresário Adolpho Bloch, alegando que a IBF, do empresário Hamilton de Oliveira, descumpriu cláusulas contratuais.
Bloch alega que o IBF não completou o pagamento da compra, mas Hamilton de Oliveira alega que o pagamento não foi completado em função do valor das dívidas da rede ser o dobro do informado pelo Grupo Bloch. A retomada da rede foi um ano antes do acerto do entre IBF-Manchete. Após a retomada, Seu Adolpho, como era conhecido, o sobrenome do fundador (bloch em letra minúscula) acompanha abaixo do famoso símbolo da emissora M.
Por causa da perda de audiência (que levou à venda, crise e greve) de 1992 a 1993, as primeiras emissoras afiliadas dos anos 1980 deixam a Rede Manchete, passando para as redes SBT e a Bandeirantes. Caso da TV Barriga Verde que em 1993 passou para a Band.
Na parte esportiva, consegue os direitos de transmissão da Fórmula Indy-CART, que por quase dez anos era exibida pela Rede Bandeirantes, mas a emissora, com as transmissões da corrida, ainda tinha uma conta pendurada na Embratel pelo uso do sinal do satélite para transmissões internacionais há mais de ano e as demais redes de TV, em recente reunião, deram um ultimato. Se a Manchete não zerar a conta, não poderá mais usar o satélite. E sem satélite não há Indy. E novamente a Manchete voltaria a transmitir o Campeonato Paulista de futebol. A TV Manchete, sem tomar conhecimento da crise em que se encontrava, sonhava em ter o jornalista Boris Casoy apresentando os seus telejornais.

### 1995-1997: Reerguimento

#### 1995
Com o fim da grave crise, ensaia um reerguimento entre 1995 a 1997, marcado principalmente pelos sucessos de telenovelas, desenhos japoneses, telejornais, programas policiais, esportivos (como A Grande Jogada), o aluguel de programas de televendas (especialmente do Grupo Imagem com o famoso 011-1406) e religiosos evangélicos das igrejas Renascer em Cristo e Internacional da Graça de Deus (apesar de representassem na época por volta de 10% da população).

#### 1996
No início de 1996, a rede crescia e programas como o Câmera Manchete ganhavam destaque e audiência.
No mesmo pacote das novidades, voltavam "do fundo do baú" as séries National Kid e Ultraman, além da estreia dos desenhos japoneses Sailor Moon, Shurato e Samurais Warriors.
Em abril, seguindo a linha dos jornalísticos, entrava no ar o Na Rota do Crime, apresentado por Marcos Hummel, que seria exibido todas as sextas na faixa das 22hs30min. O propósito do programa era acompanhar os policiais em diversas operações pelas favelas nas cidades de São Paulo e Rio de Janeiro. Sendo assim, chegou muitas vezes a liderar a audiência no horário com médias de até 16 pontos. Com mais essa novidade, a faixa das 22h30 estava dedicada a programas jornalísticos de segunda à sexta.
Em junho, a emissora comemorava 13 anos com uma grande festa. Foram dois shows com artistas famosos: um para os funcionários com Daniela Mercury, e outro para o público, em plena tarde de domingo no Aterro do Flamengo, em frente ao prédio-sede da emissora. O show durou das 16h às 20h e contou com as participações dos grupos Só Pra Contrariar (SPC), Double You, Roupa Nova e Os Morenos.
Em meio às novidades dos "13 anos", dois programas estreariam no dia seguinte: Gente Importante, apresentado por Anna Bentes Bloch, com entrevistas nas tardes de segunda à sexta, e Manchete Verdade, um telejornal no estilo de uma revista eletrônica, com ancoragem de Marcos Hummel e as participações diárias de Dora Bria (esportes), Carlos Chagas (política), Tamara Leftel (economia) e Ique (charges). A emissora se firmava como o canal da notícia e da informação.

#### 1997
A emissora entra no ano de 1997, sustentada pelo sucesso de Xica da Silva. Para se ter uma ideia, na época da novela, o Jornal da Manchete registrava médias entre oito a nove pontos. Além de sustentáculo para a programação, a arrecadação com a trama possibilitava novos investimentos. Foram destaque no jornalismo da emissora durante o ano: Na Rota do Crime, Operação Resgate, 24 Horas e Câmera Manchete.
Em 10 de agosto, Patrícia Luchesi (mais conhecida pelo comercial onde aparece ganhando o primeiro sutiã em 1988) e o cantor Sérgio Reis, estreiam novo programa Sérgio Reis do Tamanho do Brasil. Patrícia interpreta a empregada matuta Marinilda, enquanto Sérgio fazia o papel do próprio cantor real. Além dos esquetes, o programa trazia ainda convidados como Roberta Miranda, Zezé di Camargo & Luciano e até o autor de novelas Benedito Ruy Barbosa.
Em setembro de 1997, estreou o programa Sandy & Junior Show, exibido aos sábados no horário das 19h. O programa era apresentado pela então dupla de cantores Sandy & Junior e apresentava entrevistas, números musicais e jogos com a participação de convidados. Sandy e Junior não quiseram renovar seu contrato com a emissora e o programa chegou ao fim em janeiro de 1998. Em seu lugar, estreou o Manchete Clip Show, programa de videoclipes exibido de segundas às sextas.
Em 13 de outubro, o humorista Tiririca, estreava o programa infantil Vila do Tiririca. Exibido de segunda às sextas-feiras, entre 18hs30min até 19h, a atração ficou poucos meses no ar e o Tiririca se transfere para o SBT.
No dia 5 de dezembro, o então técnico da seleção brasileira Zagallo, estreava o programa Bate Bola com Zagallo, no ar nas sextas-feiras às 23hs40min, com cinco minutos de duração. Zagallo recebe mais de R$ 5 mil por mês. No entanto, a atração ficou poucos meses no ar.

### 1998-1999: Crise e fim do canal
Já no início de 1999, a direção do Grupo Bloch, na figura de Pedro Jack Kapeller e Jacqueline Kapeller, anunciam a parceria com o Grupo Renascer em Cristo para reestruturar a programação e salvar a emissora. O aparente sucesso inicial da parceria deu lugar a um grande fracasso, com polêmicas e calote por parte da Igreja. Com a situação totalmente fora de controle, a TV Ômega de Amílcare Dallevo, que já era presente na programação da emissora de forma independente, tratou com o Grupo Bloch do processo de compra da rede e se comprometeu a regularizar toda a sua situação até o momento, desde a quitação das dívidas até o pagamento de salários atrasados. Era o fim da Rede Manchete de Televisão.

## Programação

### Teledramaturgia

#### Telenovelas
Durante o período em que ficou no ar, a Manchete exibiu dezenove telenovelas. A telenovela de menor duração foi Brida, exibida em 1998, com 54 capítulos; todavia, Brida foi abruptamente interrompida em função da crise da emissora à época. A telenovela de maior duração foi Mandacaru, exibida entre 1997 e 1998, com 258 capítulos.
Pantanal é considerada a mais importante da emissora, com seus 221 capítulos, se tornaria um sucesso, alcançou e se manteve na casa dos 40 pontos de audiência, uma verdadeira proeza para uma produção fora dos domínios da Globo, frequentemente, Pantanal vencia a programação da Globo e SBT (o qual viria a exibir a novela em 2008).
Ao longo da sua história, várias telenovelas chegaram a ser cogitadas para produção pela emissora. Antes mesmo de estrear Pantanal, em março de 1990, já planejavam um segundo horários de novelas (às 19h30) até o final do ano e pensavam numa história moderna sobre Jesus Cristo e seus apóstolos para substituir Pantanal. A outra novela seria José de Maria, sobre a Guerra do Contestado, e que seria toda gravada em Santa Catarina, cenário da guerra. Lá, a emissora pretendia construir uma cidade cenográfica. A rede também queria transformar o romance Cem Anos de Solidão, de Gabriel García Márquez, em telenovela. Na mesma época, Jayme Monjardim esperava começar a gravar a primeira novela das 19h30. Ele encomendou para os autores da emissora uma história ambientada na ilha de Fernando de Noronha: Pedi uma história com poucos personagens, leve e gostosa para ser totalmente gravada na ilha, sem partes em estúdio. Nós exploraríamos também o nordeste e faríamos nossa base em Recife, disse. Salada Paulista, de Mário Prata foi outra trama que não chegou a ser produzida.
Na década de 2000, outras emissoras, através da Bloch Som e Imagem, compraram e reapresentaram as produções da Manchete. O SBT apresentou Xica da Silva, Pantanal, Dona Beija e A História de Ana Raio e Zé Trovão, enquanto a Rede Bandeirantes reprisou Mandacaru.

#### Séries e minisséries
A emissora produziu 21 minisséries e seriados, sendo a primeira Marquesa de Santos e produções do gênero sitcom como Tamanho Família e Família Brasil. Polêmicas aconteceram, como o primeiro beijo homossexual entre dois homens em Mãe de Santo, enquanto que Joana foi para o SBT após desentendimentos entre a produção do seriado e a Manchete. O Marajá foi produzida mas não foi exibida, quando o ex-presidente Fernando Collor de Mello sentiu-se ofendido e entrou com um recurso na justiça para impedir a estreia da minissérie e após uma disputa de liminares, a justiça favoreceu o então presidente.
Outras minisséries que foram cogitadas a produção foram Enigma e Cabeça de Búfalo. A primeira seria gravada na Grécia, Marrocos e Israel e falava sobre o amor de quatro pessoas, durante várias encarnações. A segunda, uma adaptação da lenda do Minotauro, gravada na Ilha de Marajó. Vera Cruz, de Marcos Caruso, contaria a história de quatro pessoas que saem de pontos diferentes do país, impulsionados por "uma força estranha" e se encontram em Vera Cruz. Na época, Jayme Monjardim disse que iria convidar dois cineastas para dirigir algumas minisséries. E mais algumas como Diário de um Mago e uma sobre Chiquinha Gonzaga, de Wilson Aguiar Filho, que estava cotada para ser a primeira de 92.
A Manchete em 1993 fez uma parceria com a RTP1 para produzir Cupido Electrónico, que foi uma sitcom encomendada ao Brasil pela RTP, tendo sido produzida pela produtora Septimis, conjuntamente com a TV Manchete. Durante a produção, aconteceu uma greve dos técnicos que estavam sem receber salários. A direção da Manchete disse que a culpa era da produtora portuguesa. Mas o elenco, que recebe dos portugueses, contestou e garantiu que o pagamento estava certo.

### Esportes
Em julho de 1984, a emissora transmitiu pela primeira vez os Jogos Olímpicos, realizados em Los Angeles.
Em junho de 1986, transmitiu pela primeira vez a Copa do Mundo de Futebol, ao vivo diretamente do México.

### Programação estrangeira

#### Tokusatsu
A Manchete ficou bastante conhecida pela exibição do gênero tokusatsu, produção de filmes ou séries live-action de super-heróis produzidos no Japão com bastante ênfase nos efeitos especiais, mesclando várias técnicas como a pirotecnia, computação gráfica, modelismo, entre outras. O sucesso destas séries foi gigantesco, desencadeando uma verdadeira "invasão japonesa" sem precedentes.
A popularidade era tanta, que algumas inclusive chegaram a ser exibidas no horário nobre, alcançando uma audiência que incomodava suas concorrentes. Costumeiramente, mesmo sendo de uma emissora de porte menor, produções como Jaspion, por exemplo, superavam a audiência da TV Globo, que contava com programas infantis de apelo nacional, como o da apresentadora Xuxa Meneghel, que deixou a Manchete em 1986. No auge, a série chegou a obter 15% da audiência durante sua exibição e a ser exibida em três horários diferentes durante o dia. Com o sucesso dos heróis nipônicos, em determinado momento, praticamente todas as emissoras passaram a transmitir tokusatsu, graças ao sucesso e a aposta da emissora nesse tipo de produção.
As produções deste gênero apresentadas pela emissora foram Comando Estelar Flashman, Cybercop, os Policiais do Futuro, Defensores da Luz Maskman, Esquadrão Relâmpago Changeman, O Fantástico Jaspion, Jiban, Jiraiya, o Incrível Ninja, Kamen Rider Black, Kamen Rider Black RX, Lion Man, Patrine, Solbrain, Spielvan, Ultraman e Winspector.

#### Animes
Vindos também do Japão e de outros países que produzem o gênero, os animes tiveram seu espaço na grade da Manchete, apresentados no Clube da Criança e U.S. Manga, que foram Art of Fighting, Baldios - Guerreiros do Espaço, Battle Skipper, B't X, Captain Tsubasa, Os Cavaleiros do Zodíaco, D'Artagnan e os Três Mosqueteiros, Detonator Orgun, Don Drácula, Doraemon, Doze Meses, Gall Force, Genocyber, Hades Project Zeorymer, Iczer 3, Kojiro e os Guardiões do Universo, Samurai Warriors, Meitantei Holmes, Patrulha Estelar, O Pirata do Espaço, Shurato, Super Aventuras, M.D. Geist, Sailor Moon, The Super Dimension Fortress Macross: Do You Remember Love?, Tetsuwan Birdy, Yu Yu Hakusho.

## Emissoras
A Rede Manchete teve mais de 70 emissoras durante a sua existência, entre canais próprios e afiliadas. Ao entrar no ar em 1983, seu sinal chegava inicialmente ao Rio de Janeiro, São Paulo e Belo Horizonte, além de Porto Alegre, onde estava a sua primeira afiliada, a TV Pampa, enquanto os canais próprios de Fortaleza e Recife só entrariam no ar no início de 1984. Nos primeiros cinco anos de existência, a rede teve dificuldades para se expandir pelo país, devido ao fato de que a sua programação era majoritariamente voltada para as classes A e B, o que afastava a maior parte da audiência, centrada nas classes C e D, e consequentemente, anunciantes e parceiros. Um exemplo disso foi a TV Brasil Oeste de Cuiabá, Mato Grosso, que rompeu com a Manchete menos de dois anos após a sua afiliação em 1984, alegando que a programação "elitizada" estava gerando prejuízos financeiros.
Porém, a partir de 1987, a situação mudou de figura. Com a política de distribuição de outorgas de radiodifusão do governo de José Sarney, diversas emissoras de televisão começaram a entrar no ar em vários estados num curto espaço de tempo, o que também beneficiou a Manchete, que já se convencia a apostar numa programação mais popular e competitiva, e portanto, mais atrativa para as afiliadas. No seu apogeu, caracterizado pelo sucesso da telenovela Pantanal em 1990, a Manchete chegou ao seu pico de cobertura nacional, tendo cerca de 37 afiliadas em 22 dos 26 estados brasileiros e o Distrito Federal, além de retransmissoras na Paraíba (João Pessoa e Campina Grande, especificamente) e em Goiás, onde não haviam afiliadas na época (Goiás foi o único estado que nunca chegou a ter uma afiliada da Rede Manchete em toda a existência da rede, sendo que na capital, Goiânia, a programação chegava aos telespectadores através de uma retransmissora da TV Brasília, que era conhecida como "Rede Manchete Centro").
A quantidade de emissoras continuou a crescer pelo menos até 1992, quando alcançou todo o território nacional, mas após a primeira grande greve da Rede Manchete no ano seguinte, que se somou ao desgaste da programação nos anos subsequentes, a tendência reverteu-se e a rede passou a perder afiliadas a cada ano para as incipientes Rede Record (formada em 1990) e CNT (formada em 1992, como Rede OM Brasil), bem como o SBT e a Band, que já estavam consolidadas. Estima-se que quando a Manchete saiu do ar em 1999, haviam pelo menos 30 afiliadas e retransmissoras da sua programação em todo o país. Muitas delas acompanharam o processo de migração para a RedeTV!, e outras migraram para as redes supracitadas posteriormente. Até o presente momento, só a TV SAT de Sorriso, Mato Grosso e a TV Sudoeste de Pato Branco, Paraná são afiliadas que fizeram parte da Manchete e estão com a RedeTV! desde o seu surgimento.

## Leilão da massa falida
Em 14 de outubro de 2021, foi realizado um leilão online onde foram arrematados a marca e o nome da Rede Manchete e o arquivo com mais de 25.000 fitas por cerca de R$ 500,5 mil. O leilão estava dividido em três lotes: a marca da extinta emissora, registrada no Inpi, o arquivo de fitas de telenovelas e minisséries e outro arquivo com fitas de programas diversos como jornalísticos e infantis. Avaliado inicialmente em R$ 3 milhões, o arquivo de fitas de telenovelas saiu por R$ 240 mil. A marca "TV Manchete", que estava avaliada em R$ 124,1 mil, foi arrematada por R$ 200,5 mil. Já o arquivo de programas diversos, antes avaliado em R$ 626 mil, foi arrematado pelo lance mínimo, de R$ 60 mil.